# Bún Samu
Bún Samu (Lakompak, 1844. október 20. – Budapest, 1937. augusztus 21.) izraelita polgári és középkereskedelmi iskolai igazgató-tanár.

## Élete
Reáliskolai tanulmányainak befejezte után nevelősködött Alsó-Ausztriában és Völcsejben. Innét 1865-től a soproni királyi katolikus tanítóképzőt látogatta és 1867-ben főelemi tanítói képesítést nyert. Miután egy évig a székesfehérvári ortodox izraelita iskolában működött, a nagykanizsai izraelita hitközség iskoláihoz hívták meg és 1868. október 11-én foglalta el tanári állását. 1883. október 15-én az elemi és kereskedelmi iskola igazgatójává nevezték ki és 1888-ban középkereskedelmi iskolai tanári képesítést nyert. 1888-tól kezdve Hatvanban működött, mint az ottani zsidó iskolák tanítója. 1891-ben ismét Nagykanizsára hívták meg az ottani zsidó polgári majd egyszersmind a felső kereskedelmi iskola igazgatójának. Ezt az állását 1916-ban bekövetkezett nyugalomba vonulásáig töltötte be. Tiszteletbeli tagja volt az Országos Izraelita Tanítóegyesületnek és királyi tanácsosként is dolgozott. Írt több tankönyvet, melyek magyar és német nyelven jelentek meg. Fia Bún József, a Magyar Leszámítoló és Pénzváltó Bank vezérigazgatója volt.

## Írásai
Pedagógiai és nyelvészeti cikkei a Zala-Somogyi Közlönyben (1868), Zalai Tanközlönyben (1869.), Néptanítók Lapjában (1873) és a nagykanizsai izraelita iskola Értesítőjében (1884-86.) jelentek meg.

## Munkái
- Leitfaden beim Unterrichte in der deutschen Sprache. Gross-Kanizsa, 1872. Két rész. (I. rész 2. k. 1876. 4. k. 1890. II. 2. rész. bőv. k. 1876. 3. k. 1878. Uo.)
- Die Simultanschule. Uo. 1873. (Pályanyertes munka.)
- Egyszerű és kettős könyvvitel alsófokú ker. és polg. iskolák számára. Bpest, 1888. (2. bőv. k. Uo. 1890.)
- Az egyszerű és kettős könyvvitel tankönyve középkeresk. iskolák és akadémiák részére. Uo. 1890. (2. kiadás.)
- A nagy-kanizsai izr. hat osztályú elemi fiuiskola részletes tanterve. Nagy-Kanizsa, 1889. (Különnyomat az Értesítőből.)